# Stefan Krzyszkowski
Stefan Krzyszkowski (ur. 30 sierpnia 1842 r. w Kielcach, zm. 17 grudnia 1896 r. w Łodzi) – polski kompozytor, nauczyciel muzyki, publicysta i krytyk muzyczny.

## Biogram
Syn rejenta kieleckiego Ludwika i Lucyny Dunin-Borkowskiej. 
W Piotrkowie Trybunalskim ukończył gimnazjum, następnie studiował w Szkole Głównej w Warszawie,  kształcąc się równocześnie w dziedzinie muzyki pod kierunkiem Adama Münchheimera. 
Ukończył konserwatorium w Paryżu. 
Po przyjeździe do kraju został dyrygentem Opery Poznańskiej. 
W 1884 r. przyjechał do Łodzi, pracował jako nauczyciel muzyki, kompozytor i sprawozdawca muzyczny „Dziennika Łódzkiego”, krytyk muzyczny. Zamieszczał artykuły o tematyce muzycznej także w prasie warszawskiej. 
Widzimy go już to jako założyciela „Lutni” łódzkiej, już to jako sumiennego i wytrawnego sprawozdawcę muzycznego, już to jako nauczyciela muzyki.
W 1890 r. zachorował na płuca, lecz nadal aktywnie uczestniczył w łódzkim życiu kulturalnym. Był w 1892 r. założycielem Towarzystwa Śpiewaczego „Lutnia” w Łodzi. 
W małżeństwie z żoną Barbarą miał jedynego syna, Adama.